# Lyonsiella aotearoa
Lyonsiella aotearoa is een tweekleppigensoort uit de familie van de Lyonsiellidae. De wetenschappelijke naam van de soort is voor het eerst geldig gepubliceerd in 1995 door Dell.